# Maiestate
Maiestate este un cuvânt românesc împrumutat și adaptat pe cale cultă din latinescul maiestas și din franțuzescul majesté, care au înțelesul de mărire, și este utilizat ca termen de adresare către monarhi, în special către regi și împărați.